# André Quirot
Pour les articles homonymes, voir Quirot.
André Quirot, né le 27 septembre 1914 à Dijon et mort le 11 avril 1985 à Montpellier, est un militaire français, officier des Forces françaises libres et Compagnon de la Libération.

## Biographie

### Famille
André Quirot est né le 27 septembre 1914 à Dijon en Côte d'Or. Son père était médecin de campagne.

### Formation et début de carrière militaire
Après le baccalauréat, il suit les cours à la Faculté de Droit avant de faire son service militaire en 1936 comme E.O.R. à l'Ecole Militaire d'Artillerie de Poitiers. Sorti sous-lieutenant de réserve, André Quirot choisit de rester dans l'Armée. Il est affecté au 11e Régiment d'Artillerie Coloniale en avril 1937.

### Seconde Guerre mondiale
Après la déclaration de guerre en 1939, il est envoyé en Moselle puis à Vannes, à partir de janvier 1940.
Refusant la défaite, le lieutenant Quirot, qui stationne dans un centre d'instruction à Sainte-Anne d'Auray en Bretagne, entend l'appel du général de Gaulle le 18 juin 1940.
Décidé à poursuivre le combat, il s'embarque de Quiberon vers Bayonne et, le 23 juin 1940, parvient à Saint-Jean-de-Luz d'où il prend la mer le lendemain à destination de l'Angleterre sur un bateau de transport de troupes britannique, l'Ettrick.
Arrivé le 26 à Plymouth, il s'engage quelques jours plus tard, à Londres, dans les Forces françaises libres et est affecté naturellement dans l'artillerie naissante des FFL qu'il est chargé de mettre sur pied.
Il participe à l'opération devant Dakar en septembre 1940 comme commandant de la section d'artillerie avant de gagner le Cameroun. Début 1941, il prend part, avec sa section affectée à la Brigade d'Orient, à la campagne d'Erythrée au cours de laquelle il est cité pour avoir neutralisé une batterie ennemie.
Il participe ensuite à la campagne de Syrie comme lieutenant de tir à la 1ère Batterie avant d'être affecté, à la fin de 1941, au 1er Régiment d'Artillerie (1er RA) des FFL, dont il commande la 1ère Batterie jusqu'à la fin de la guerre.
Au cours de la campagne de Libye en 1942, il participe aux patrouilles de Jock Column puis à la bataille de Bir-Hakeim, il est de nouveau deux fois cité.
En octobre 1942, promu au grade de capitaine, il participe à l'attaque de l'Himeimat à El Alamein. Après avoir stationné quelque temps à Gambut non loin de Tobrouk, la 1ère DFL se met en route, en mai 1943, pour la Tunisie. Après deux semaines de combat, la batterie du capitaine Quirot peut représenter le 1er RA au défilé de la victoire à Tunis dans les rangs de la 8ème Armée britannique.
Le 2 juin 1943, André Quirot est fait Compagnon de la Libération.
Jusqu'à la fin de 1943, le capitaine Quirot et ses hommes s'entraînent sans relâche, se préparant à l'expédition en Italie où ils débarquent en avril 1944. Plus particulièrement chargé des liaisons entre l'Artillerie et l'Infanterie, André Quirot n'hésite pas à se porter dans les observatoires les plus exposés et reçoit, des mains du général de Gaulle, la croix d'officier de la Légion d'Honneur sur le front des troupes.
Le 16 août 1944, il débarque à Cavalaire et prend position avec son Régiment devant Hyères où se déroulent pendant quatre jours des combats acharnés. S'ensuit la prise de Toulon puis celle de Lyon et celle d'Autun. Il participe ensuite à la campagne des Vosges et à celle d'Alsace avant de terminer la guerre lors de l'ultime offensive dans les Alpes, en avril 1945, dans le massif de l'Authion, où il commande une batterie de 105 en soutien d'un bataillon de Chasseurs Alpins.

### Après-guerre
Après la guerre, le groupe d'Artillerie commandé par le chef d'escadron Quirot prend garnison à Chambéry.
En 1947, il part pour Madagascar d'où il revient en 1950. Après deux années d'études à l'Ecole d'Application de l'Artillerie puis encore deux années à l'Ecole Supérieure de la Guerre, il est nommé, de novembre 1955 à septembre 1958, officier de liaison aux Etats-Unis, à Fort Bliss au Texas.
Promu lieutenant-colonel en 1958, puis colonel en 1961, il sert en Allemagne, à Baden Baden et est nommé adjoint au Général commandant la 72e Division Militaire à Montpellier.
Il fait valoir ses droits à la retraite en 1971.

### Décès
André Quirot est décédé le 11 avril 1985 à Montpellier. Ses obsèques se sont déroulées à Pesmes en Haute-Saône où il a été inhumé.

## Distinctions
- Commandeur de la Légion d'honneur
- Compagnon de la Libération par décret du 2 juin 1943[1]
- Croix de guerre 1939–1945 (7 citations)
- Médaille coloniale
- Médaille commémorative des services volontaires dans la France libre
- Médaille commémorative française de la guerre 1939–1945
- Officier de l'Etoile d'Anjouan (Comores)
- Chevalier du Mérite Syrien